# 那須美根子
那須 美根子（なす みねこ、1971年12月19日 - ）は、東京都板橋区生まれの日本の女子プロゴルファー。元所属はゼビオホールディングス。日本女子プロゴルフ協会理事を務めた。

## 来歴
中学・高校生時代はソフトボール部でピッチャー&キャッチャーをしていた。大宮工業高等学校卒業後に練習場に入り、18歳でゴルフを始める。
1995年に日本女子プロゴルフ協会（LPGA）にプロテストに合格、同年LPGA入会の67期生となる。
1997年LPGA「コカ・コーラカップ」で初優勝、同年「RNCレディースハリマカップ」で優勝。LPGAツアー参戦4年目の1998年に年間獲得賞金ランキング（賞金ランク）36位でシード入り。以降2006年までシード権を保持し続け2007年までトーナメントに出場。
2001年「ヴァーナルレディース」で塩谷育代とのプレーオフに敗れ2位となった。
2007年からLPGAツアー参戦の傍ら自身の会社を立ち上げる。キャディ育成、ゴルフコーチ育成に注力し、ゴルフレッスンプログラムの監修・指導を行う。
2008年、東京都目黒区にインドアゴルフスクールをオープン。
後進の指導者育成にも力を入れており、ゴルフコーチ育成に関するプログラムを他スクールへ提供し、東京・恵比寿にある「ザ・クラブ・アット・エビスガーデン」や自由が丘「リバテヒルクラブ」などの高級会員制スポーツクラブへゴルフコーチの斡旋などを行う。加えて、企業向けのゴルフコンペの企画・運営プロジェクトにも携わるなど幅広い分野でゴルフの普及と発展に貢献。
2010年、テレビドラマ『プロゴルファー花』でゴルフ指導を務める。
2015年、LPGA理事就任。